# Kingston (Australie-Méridionale)
Pour les articles homonymes, voir Kingston.
Kingston SE  (environ 1 400 habitants) est un village de la région du Limestone Coast en Australie méridionale à 297 km au sud-est d'Adélaïde et à 44 km de la ville de Robe, à l'extrémité sud-est de "Encounter Bay" et de le "Coorong".
La ville doit son nom à George Strickland Kingston, un architecte et homme politique australien. L'extension SE pour Sud-Est permet de distinguer ce village de l'autre village d'Australie méridionale nommé maintenant "Kingston-On-Murray".
L'économie de la région repose sur la pêche, l'industrie viticole, l'élevage des moutons et l'industrie laitière ainsi que sur le tourisme, la région recevant un grand nombre de touristes pendant toutes les périodes de vacances.
L'entrée nord du village est dominé par une gigantesque langouste surnommée "Larry" par les habitants du village.